# Ломбардски савез
Ломбардски савез или Ломбардска лига је савез градова северне Италије, који је основан 1. децембра 1167. Савез је основан да би се заједнички супротставили Фридриху Барбароси, који је покушао да успостави јачу царску власт у Италији током борби против папа.

## Састав
У Савезу је у почетку било 26 градова, а касније је било 30 градова северне Италије. Од познатијих градова у савезу су били:
- Милано
- Пјаченца
- Кремона
- Бергамо
- Бреша
- Болоња
- Падова
- Тревизо
- Виченца
- Верона
- Лоди
- Парма

## Против Фридриха Барбаросе
Ломбардски савез је директно подржавао папа Александар III, који је желио да смањи царску власт у Италији. Фридрих Барбароса је претрпио тешки пораз 29. маја 1176. у бици код Лењана против Ломбардског савеза и папиних снага.
После тога пораза миром у Венецији 1177. папа Александар III и Фридрих Барбароса се мире. Поражени Фридрих Барбароса признаје папи суверенитет у папској држави, а папа њему царску власт у Италији. Градови у Ломбардији се и даље настављају борити, све док нису 1183. добили уступак по коме градови бирају своју власт. Споразумом из Констанце 1183. ломбардски градови пристају да буду лојални царству, а царство њима даје право да бирају локалну власт.

## Против Фридриха II
Ломбардски савез је обновљен 1198. и 1208. Ломбарски савез је повратио стару славу 1226. супротстављајући се напорима цара Фридриху II да стекне већу царску власт. Фридрих II је победио Ломбардски савез 1237, тако да су градови молили за мир. Милано је нудио исплату велике количине новца у замену за мир. Фридрих II је то одбио и захтевао је потпуну безусловну предају, чиме је спречио мирно освајање градова Ломбардског савеза.
Милано и пет других градова одбијају безусловну предају, па се рат наставио. Фридрих је октобра 1238. био присиљен да одустане од опсаде Бреше, јер су му противници били довољно јаки.
Уз подршку папе Ломбардски савез је успешно одбио све Фридрихове нападе. Ломбардски савез је распуштен 1250, када је умро њихов главни противник Фридрих II.